# Base Gabriel González Videla
La Base Gabriel González Videla è una stazione di ricerca cilena in Antartide, situata sulle coste dello stretto di Gerlache, nella Baia Paradiso della Costa di Danco (Penisola Antartica).

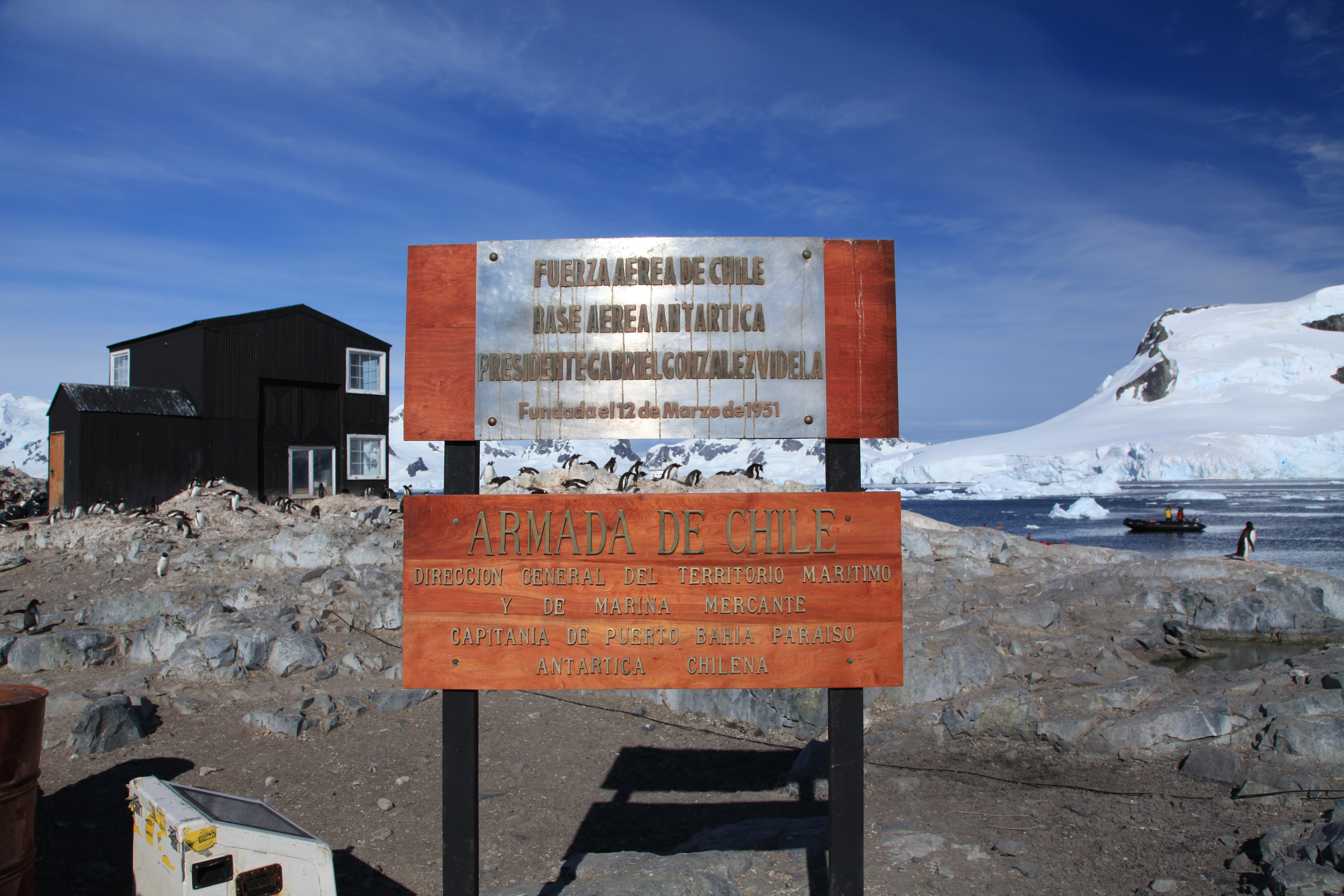

La stazione è stata operativa nel periodo 1951–58, e dopo un lungo periodo di inattività è stata riaperta all'inizio degli anni '80.
La base è intitolata al controverso presidente cileno Gabriel González Videla (1898 – 1980), che fu il primo capo di stato mondiale a visitare l'Antartide nel 1940.